# Johanna Schopenhauer
Johanna Schopenhauer, nata Trosiener (Danzica, 9 luglio 1766 – Jena, 17 aprile 1838), è stata una scrittrice e poetessa tedesca.
Fu madre del filosofo Arthur Schopenhauer e della scrittrice Adele Schopenhauer.

## Biografia

### I primi anni

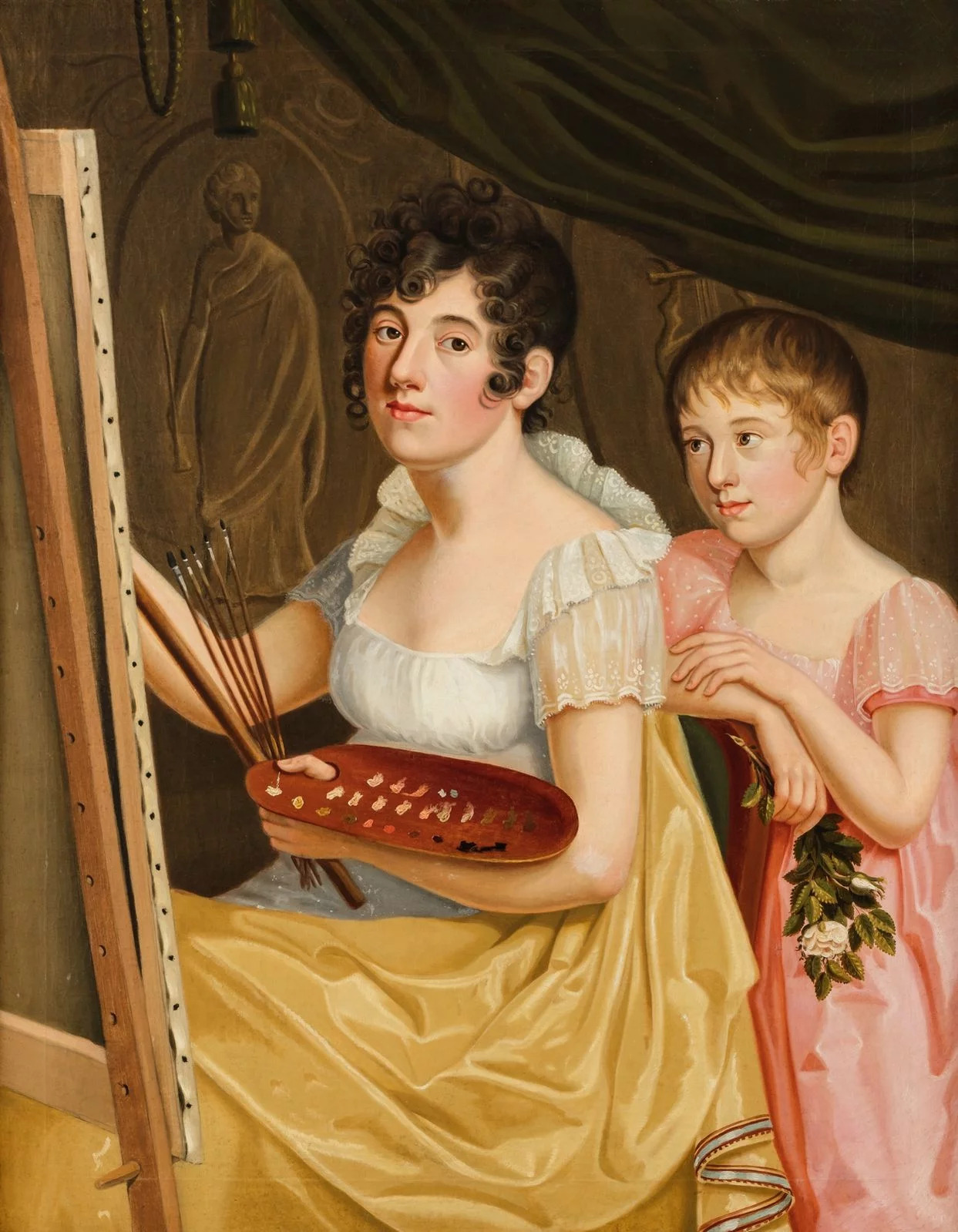
Johanna Schopenhauer con la figlia Adele in un dipinto del 1806 di Caroline Bardua.

Johanna Schopenhauer nacque a Danzica, all'epoca nel Regno di Polonia, da una famiglia di mercanti della borghesia di ascendenza olandese. Suo padre, Christian Heinrich Trosiener, era consigliere della città. La madre Elisabeth Lehmann era figlia di un farmacista. Fu una ragazza precoce (prima dei dieci anni sapeva già il polacco, il francese e l'inglese oltre al nativo tedesco) e dimostrò da subito una grande passione per l'arte.
La giovane Johanna voleva diventare una pittrice, desiderio che però i suoi genitori le vietarono di portare a compimento ritenendola una professione inadatta ad una ragazza della sua levatura.
A 18 anni sposò Heinrich Floris Schopenhauer, un ricco mercante di vent'anni più anziano di lei. I due ebbero insieme due figli, Arthur e Adele Schopenhauer, nati nel 1788 e nel 1797 rispettivamente. Nella sua autobiografia, nella quale Johanna promise di raccontare tutti i fatti della sua vita "senza giri di parole", la scrittrice mise in chiaro di non "avere un ardente amore per lui di quanto egli non ne domandasse". Ammise ad ogni modo che questa unione risultò particolarmente importante per le finanze della sua famiglia e per assicurargli un futuro dignitoso.

### La vita a Weimar
Un anno dopo la morte del marito nel 1805, Johanna e sua figlia si spostarono a Weimar, città dove Johanna non aveva né amici né parenti e che era provata dall'invasione delle truppe di Napoleone. Malgrado il rischio di guerra imminente, Johanna si rifiutò di lasciare la città, impegnandosi anzi a favore dei bisognosi, assistendo i soldati tedeschi e dando asilo ai cittadini meno fortunati le cui case erano state sequestrate dai francesi invasori. Con questi atti, divenne quindi particolarmente popolare nella città di Weimar.
Dopo la guerra, divenne una salonnière e per anni accolse in casa sua eminenti personalità e celebrità della città tra cui Wieland, i fratelli Schlegel August e Friedrich, Ludwig Tieck e, soprattutto, Goethe, la cui conoscenza fu probabilmente uno dei principali motivi che spinse Johanna a Weimar. L'appoggio di Goethe fu uno dei fattori portanti dell'ascesa sociale di Johanna e contribuì grandemente alla loro amicizia personale in quanto Johanna fu la prima donna dell'alta società di Weimar ad aprire le porte della sua casa a Christiane Vulpius, amante di Goethe, che era stata esclusa da molti altri salotti privilegiati.

### Il travagliato rapporto col figlio Arthur
Mentre il figlio Arthur decise di rimanere ad Amburgo dove, anziché intraprendere la professione del padre, decise di studiare filosofia. Il rapporto tra i due ad ogni modo non fu idilliaco: nelle lettere scritte a Schopenhauer, Johanna lasciava chiaramente trasparire la sua personale opposizione al pessimismo ed all'arroganza del figlio e delle sue tesi filosofiche. Quando, nel 1809, Schopenhauer decise infine di trasferirsi anch'egli a Weimar, decise di non vivere sotto il tetto della madre, bensì in casa del suo giovane istitutore, Franz Passow. Dopo il 1814, madre e figlio non si rividero mai più, scrivendosi unicamente via lettera, ma anche queste si interruppero dopo che Johanna ebbe l'occasione di leggere una lettera scritta da Arthur a sua sorella Adele, nella quale accusava la madre della morte del padre, mentre lei si dedicava stoltamente a feste e lui soffriva, malato ed abbandonato, lasciato alle cure dei suoi fedeli servitori di casa. Nel 1819, ad ogni modo, Schopenhauer fece un tentativo di riavvicinarsi alla sua famiglia. In quell'anno Johanna e sua figlia avevano perso gran parte dei loro risparmi nel tracollo della banca di Danzica e Schopenhauer, volontariamente, si offrì di condividere con loro l'eredità paterna da lui salvata, ma lei si rifiutò.
La corrispondenza tra madre e figlio riprese solo nel 1831. Fu Schopenhauer a fare il primo passo, motivato, apparentemente, da difficoltà economiche. La corrispondenza continuò sporadicamente sino alla morte di Johanna nel 1838. Malgrado i toni cordiali di quest'ultima corrispondenza tra Johanna ed Arthur, quest'ultimo continuò a denigrarla anche dopo la morte, definendola una accentratrice. Da parte sua, nel suo testamento, Johanna dichiarò Adele quale sua sola erede universale. Secondo alcuni tale scelta sarebbe stata motivata dall'opposizione sorta tra madre e figlio, ma probabilmente tale scelta fu dovuta al fatto che Adele si trovava in gravose difficoltà economiche, mentre Arthur era riuscito a salvare dalla banca gran parte del proprio capitale e quindi, nell'ottica di Johanna, necessitava meno della figlia.

### La fama come scrittrice
A Weimar, Johanna Schopenhauer si fece un nome anche come scrittrice. Fu la prima nobildonna tedesca a pubblicare un libro senza usare uno pseudonimo come era in uso all'epoca, e dalla fine degli anni '10 sino agli anni '30 dell'Ottocento fu la più famosa autrice della Germania. Nel 1831, i suoi libri vennero riediti in un'unica collezione di 24 volumi. Malgrado tutta questa copiosa produzione ed il relativo successo commerciale, Johanna non fu mai in grado di riprendersi dalla crisi che aveva colpito la sua famiglia all'inizio del XIX secolo. Incapace di mantenere uno stile di vita adatto a Weimar, anche per ragioni di salute, Johanna e Adele si trasferirono a Bonn. A metà degli anni '30 dell'Ottocento, la fama di Johanna era ormai in declino e la sua situazione finanziaria stava peggiorando sempre più. Quasi senza risorse, Johanna scrisse al duca di Weimar lamentando le proprie condizioni. Nel 1837 il duca, in riconoscimento della sua fama e dei suoi contributi alla cultura in città, le assegnò una piccola pensione e la invitò a portarsi a Jena, dove Johanna morì l'anno successivo. Lasciò un manoscritto incompleto della sua ultima opera, la sua autobiografia.

## Opere

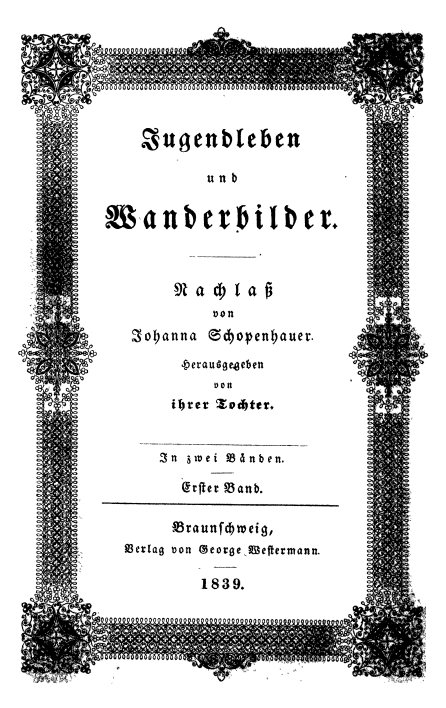
Frontespizio di Jugendleben und Wanderbilder di Johanna Schopenhauer

Poco dopo il suo arrivo a Weimar, Johanna iniziò a pubblicare i suoi scritti, perlopiù articoli a tema artistico, in particolare sulle opere di Jan van Eyck. Nel 1810, pubblicò la sua prima opera scritta, una biografia dell'amico Karl Ludwig Fernow, morto due anni prima. L'opera venne scritta da Johanna con la generosa intenzione di devolvere il ricavato agli eredi di Fernow e ripagarne così i debiti lasciati. La sua opera incontrò il successo della critica che incoraggiò Johanna a proseguire la sua carriera di autrice, anche per far fronte alla situazione finanziaria della sua famiglia. Si dedicò alla letteratura di viaggio. Prima della morte di Heinrich Floris, la famiglia aveva viaggiato in Europa occidentale, con l'intendo primario di dare una formazione mercantile al giovane Arthur. Il viaggio ad ogni modo si dimostrò particolarmente utile ed interessante anche per Johanna e per i suoi scritti successivi. Successivamente pubblicò altre opere come Gabriele (1819), Die Tante (1823) e Sidonia (1827).